# 오펠리 보
오펠리 보(Ophélie Bau, 1992년 7월 29일 ~ )는 프랑스의 배우이다. 2017년 영화 《메크툽, 마이 러브: 칸토 우노》에서의 역할을 통해 2019 뤼미에르상 신인여우상을 수상했다.